# Jahangir Jahangirov
Jahangir Jahangirov (en azerí: Cahangir Cahangirov; Bakú, 20 de junio de 1921- Bakú, 25 de marzo de 1992) fue compositor, director de coro y pedagogo de Azerbaiyán, Artista del Pueblo de la RSS de Azerbaiyán (1963).

## Biografía
Jahangir Jahangirov nació el 20 de junio de 1921 en Bakú. Estudió en el Colegio de Música de Bakú, después en la Academia de Música de Bakú. Jahangir Jahangirov jugó un papel importante en el desarrollo del coro en Azerbaiyán. Desde 1944 hasta 1960 dirigió el coro del Comité de Radiodifusión de la RSS de Azerbaiyán. También trabajó en la Filarmónica Estatal de Azerbaiyán. El compositor recibió el título “Artista de Honor de la RSS de Azerbaiyán” en 1958, “Artista del Pueblo de la RSS de Azerbaiyán” en 1963.
Jahangir Jahangirov murió el 25 de marzo de 1992 en Bakú y fue enterrado en el Callejón de Honor.

## Actividad
- ópera
  - 1957 – “Azad”
  - 1979 – “La vida de cantante”
- 1949 - poema sinfónico “Al otro lado de Araz”
- 1954 – suite “La amistad de los pueblos”
- cantata
  - 1959 – “Fizuli”
  - 1973 – “Nasimi”
- oratorio
  - 1962 – “Sabir”
  - 1984 – “Husein Yavid-59”
  - 1985 – “Gran victoria”

## Premios y títulos
- Premio Estatal de la Unión Soviética (1950)
- Artista de Honor de la RSS de Azerbaiyán (1958)
- Orden de la Bandera Roja del Trabajo (1959)
- Artista del Pueblo de la RSS de Azerbaiyán (1963)